# VS Destelbergen
VS Destelbergen was een Belgische voetbalclub uit Destelbergen. De club was aangesloten bij de KBVB met stamnummer 9471 en heeft oranje en zwart als kleuren. In de lente van 2020 werd besloten de club op te doeken en bij FC Destelbergen aan te sluiten als tweede elftal. 

## Geschiedenis
In 1966 werd officieus VoetbalSport Destelbergen opgericht; in 1977 werd officieel een club gesticht. Nadat men een tijd vriendschappelijk speelde, ging de club vanaf 1969 competitie spelen bij het liefhebbersverbond. Nadat men speelde op de terreinen van voetbalclubs Racso en later Thor Destelbergen, verhuisde VS Destelbergen naar zijn huidige terrein. Eerst speelde men er nog samen met Racing Destelbergen, maar vanaf 1984 baatte VS Destelbergen het terrein zelf uit. In 1987 verliet men het liefhebbersverbond, en trad men toe tot de KKSV.
In 2005 maakte VS Destelbergen uiteindelijk de overstap naar de Belgische Voetbalbond, waar men stamnummer 9471 kreeg toegekend. Men ging er in de laagste provinciale reeksen van start.
De club speelde nooit hoger dan Vierde Provinciale, de beste periode was tussen 2013 en 2017 toen de club viermaal in de top vijf eindigde en in 2013 zelfs tweede werd, het sportieve hoogtepunt.
In 2014 bereikte VS Destelbergen een fusieakkoord met het naburige FC Azalea Sport Sint-Amandsberg, een tweedeprovincialer uit de Gentse deelgemeente Sint-Amandsberg. VS Destelbergen wou hogerop komen; terwijl FC Azalea onderin zijn reeks speelde, een leegloop van spelers kende en zijn beloftenploeg had moeten opdoeken. Na het seizoen zou VS Destelbergen dan opgaan in FC Azalea, dat als VS Azalea op de terreinen aan de Alfons Braeckmanlaan in Sint-Amandsberg zou verder spelen. Er kwam echter protest van de ouders van de jeugdspelers van FC Azalea, omdat de jeugdspelers voortaan naar Destelbergen zouden moeten om te trainen.. De fusie werd uiteindelijk afgeblazen en de jeugdwerking van FC Azalea scheurde zich af.
In april 2020 besloot de club zich bij FC Destelbergen aan te sluiten en niet meer onafhankelijk in competitie aan te treden. Het plan is dat VS Destelbergen het tweede elftal van FC Destelbergen in Vierde Provinciale wordt. Het terrein werd voor iets meer dan 50.000 euro door de gemeente aangekocht 